# Richard av Sankt Victor

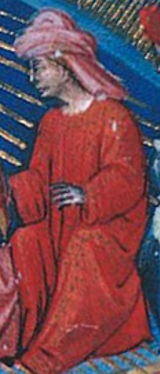
Richard av Sankt Victor.

Richard av Sankt Victor, född cirka 1110 i Kungariket Skottland, död 10 mars 1173 i Paris, var en skotsk augustinerkorherre, teolog och filosof. Han är känd för De Trinitate ("Om Treenigheten"), ett verk om dogmatisk teologi.